# Kandahâr (district)
Pour les articles homonymes, voir Kandahar (homonymie).
Kandahâr est un district situé dans le centre de la province de Kandahâr autour de la ville de Kandahar, en Afghanistan. 
Les districts contigus sont Panjwai à l'ouest, Arghandab au nord, Shah Wali Kot au nord-est ainsi que Daman à l'est et au sud. La population du district était de 468 200 habitants en 2006. Le centre administratif du district est la ville de Kandahar. La ville de Kandahar est l'ancienne capitale des Talibans.

## Crédit d'auteurs
- (en) Cet article est partiellement ou en totalité issu de l’article de Wikipédia en anglais intitulé « Kandahar District » (voir la liste des auteurs).